# Saint-Remy-en-Bouzemont-Saint-Genest-et-Isson
Saint-Remy-en-Bouzemont-Saint-Genest-et-Isson  é uma comuna francesa situada no departamento de Marne, na região de Grande Leste.

## Localização
Situa-se a cerca de 14 km a sudoeste de Vitry-le-François, ligeiramente a sul do vale do rio Marne.
Estende-se por uma área de 21,85 km². Em 2010 a comuna tinha 523 habitantes (densidade: 23,9 hab./km²).